# Alberto Natusch Busch
Alberto Natusch Busch (ur. 23 maja 1933, zm. 23 listopada 1994) – boliwijski polityk i wojskowy, generał. W 1979 roku dokonał zamachu stanu i przejął władzę. Udało mu się jednak utrzymać przy władzy tylko szesnaście dni.
Alberto Natusch Buch był postacią raczej mało znaną w boliwijskiej polityce. Zmieniło się to 2 listopada 1979 roku, kiedy to dowodzone przez niego oddziały wojskowe zajęły pałac prezydencki i inne budynki rządowe w La Paz, obalając pierwszy do dziesięciu lat cywilny rząd w Boliwii, kierowany przez prezydenta Waltera Guevarę Arze. W czasie zamachu życie straciło sześć osób, a dwadzieścia jeden zostało rannych.
Prezydent Arze nie zamierzał jednak ustępować przed zamachowcami i wezwał związki zawodowe do proklamowania strajku generalnego. W krótkim czasie cały kraj został sparaliżowany przez strajk. Poparcia obalonemu prezydentowi udzielił też parlament, a jego sytuacje skomplikowała dodatkowo decyzja władz amerykańskich o zawieszeniu pomocy finansowej dla Boliwii. W tej sytuacji Natusch postanowił rozwiązać parlament. Równocześnie podjął rozmowy ze strajkującymi robotnikami. W La Paz doszło jednak do starć, w czasie których, stało się jasne, że rząd nie dysponuje nawet pełnym poparciem armii. W końcu Natusch zdecydował się 5 listopada skierować przeciwko demonstrantom wojsko, ale nie przyniosło to spodziewanych rezultatów. Postanowił wówczas zaatakować z udziałem czołgów i wozów bojowych siedzibę kierującej strajkiem centrali związkowej. Jednak 16 listopada armia odmówiła udziału w dalszych walkach ze strajkującymi robotnikami u zmusiła Natuscha do ustąpienia.